# Laika Come Home
Laika Come Home är ett remixalbum av Gorillaz, utgivet den 1 juli 2002. Det innehåller merparten av låtarna från debutalbumet Gorillaz, remixade av gruppen Spacemonkeyz i reggae/dub-stil.

## Låtlista
1. "19-2000" ("Jungle Fresh") – 5:28
2. "Slow Country" ("Strictly Rubbadub") – 3:42
3. "Tomorrow Comes Today" ("Bañana Baby") – 5:29
4. "Man Research (Clapper)" ("Monkey Racket") – 5:57
5. "Punk" ("De-Punked") – 5:20
6. "5/4" ("P.45") – 4:27
7. "Starshine" ("Dub Ø 9") – 5:17
8. "Sound Check (Gravity)" ("Crooked Dub") – 5:31
9. "New Genious (Brother)"  ("Mutant Genius") – 5:02
10. "Re-Hash" ("Come Again") – 6:05
11. "Clint Eastwood" ("A Fistful of Peanuts") – 5:54
12. "M1 A1" ("Lil' Dub Chefin'") – 5:43
13. "Slow Country (More Rubba Dub)" – 5:14
14. "Clint Eastwood (More Peanuts)" – 6:39